# 池内明彦
池内 明彦（いけうち あきひこ、英:IKEUCHI Akihiko、1983年8月5日 - ）は、広島県出身のサッカー審判員。プロフェッショナルレフェリー、VARおよびAVAR担当審判員。広島県サッカー協会所属。

## 来歴
地元のサッカークラブでサッカーを始める。中学時代はサッカーから離れていたが、広島県立安古市高等学校でサッカー部に入部するとともに審判員の資格を取得。山口大学教育学部在学中もサッカー部でのプレーの傍ら、大学3年生の時に2級審判員の資格を取得する。
卒業後の2008年1月に1級審判員の資格を取得し、翌2009年から日本プロサッカーリーグ（Jリーグ）の審判を担当。長らくJ2リーグ担当であったが、2014年からはJ1リーグも担当するようになる。
2021年2月1日、日本サッカー協会 (JFA) が池内とプロフェッショナルレフェリー契約を締結したことを発表した。

## 経歴
- 1級審判員登録：2008年1月[2]
- Jリーグ(J1)初主審：2014年4月12日 サガン鳥栖対ヴァンフォーレ甲府戦（ベストアメニティスタジアム）
- Jリーグ(J2)初主審：2009年11月8日 ファジアーノ岡山対FC岐阜戦（岡山県陸上競技場 桃太郎スタジアム）
- Jリーグ(カップ戦)初主審：2014年5月24日 名古屋グランパス対徳島ヴォルティス戦（豊田スタジアム）

## 議論となった判定
2018年9月1日 J1第25節 北海道コンサドーレ札幌vsヴィッセル神戸（札幌ドーム）
前半アディショナルタイム3分（45+3分）、神戸DFアフメド・ヤセルのスローインを納めきれなかったFWルーカス・ポドルスキがインターセプトを試みた札幌MF深井一希にスライディングタックル。主審の池内は、ポドルスキのタックルがスパイクの裏を見せていたとして迷わずレッドカードを提示し、神戸の選手達が抗議する事態になる。
さらに後半38分、自陣ペナルティエリア手前で与えたフリーキックに対し神戸の選手達がGKキム・スンギュの指示で壁を整えていた最中に池内がプレー再開の笛を吹き、すかさず札幌DF福森晃斗がキック。これが直接決まってダメ押し点を献上する結果となる。
試合後、神戸監督の吉田孝行は「退場が出て非常に苦しい状況になり、後半もよく分からないジャッジというか、ルール上はOKなんですけど、壁を作っている間にピッて始められるのは初めて見るケースなので、ちょっとよく分からなかったです」と池内の下した判定に疑義を呈した。なお、前半終了間際のポドルスキの一発退場については、池内のポジショニングが良く、妥当なジャッジではないかとの言及が成されている。
2020年12月12日 J1第32節 名古屋グランパスvs横浜FC（パロマ瑞穂スタジアム）
後半34分、名古屋MFガブリエル・シャビエルの浮き球のクロスボールにペナルティエリア内に走り込んできたMFジョアン・シミッチが頭で合わせたが、これを横浜FCのDF田代真一が腹部でトラップしてクリア。このプレーに対し、主審の池内は田代のハンドを指摘してPKの判定を一旦は下す。しかしこの判定に横浜FCの選手が抗議し、池内は副審の山内宏志と協議した結果、池内は田代の腕が体に密着しており不自然に動かしていないと判断してハンド (PK) の判定を取消し、ドロップボールで試合を再開する。審判団での協議の上での判定変更ではあったが、一見すると「横浜FCの抗議が通った」ようにも見える判定変更となった。
この試合は結果的にスコアレスドローに終わるが、名古屋にとってはこの判定に苛立ちを隠せないガブリエル・シャビエルがその後のプレーでラフプレーを犯し退場するなど、上位争いをしていた状況で結果に大きく影響するような判定になったことに加え、翌年から長期改修工事に入るパロマ瑞穂スタジアムでの2020年シーズン最終戦だったこともあり、名古屋の関係者・サポーターを中心に物議を醸し、試合後には名古屋監督のマッシモ・フィッカデンティが怒りに満ちた表情で「我々のすべてを台無しにする不可解な判定」「あそこで試合をぶち壊され、残念で後味が悪い」と判定を批判するコメントを残した。
その後、Jリーグが配信した「Jリーグジャッジリプレイ」ではこのプレーを取り上げ、JFA審判S級インストラクターの廣嶋禎数は判断の難しいジャッジであることを指摘した上で「意図があって腕を残していたと判断せざるを得ない（＝ハンドの反則）」と述べた上で、副審のサポートが逆に主審の判断を揺るがせた可能性に言及した。一方、Jリーグ副理事長の原博実は「判定を変えたのは大きな決断」と池内の判断を尊重した上で「選手・スタッフ全員がその（ルールの）細かいところまで理解しているとは言えず、状況的にも熱くなっている」と指摘、廣嶋が「両チームの話のできる選手を呼ぶなどして、なぜ判定が覆ったかを説明し、ドロップボールで再開されることを説明すべきだった」と解説している。

## 出場記録
| 国内大会個人成績 | 国内大会個人成績 | 国内大会個人成績 | 国内大会個人成績 | 国内大会個人成績 | 国内大会個人成績 | 国内大会個人成績 | 国内大会個人成績 | 国内大会個人成績 | 国内大会個人成績 | 国内大会個人成績 |
| 年度             | J1               | J1               | J2               | J2               | J3               | J3               | リーグ杯         | リーグ杯         | 天皇杯           | 天皇杯           |
| 年度             | 主審             | 副審             | 主審             | 副審             | 主審             | 副審             | 主審             | 副審             | 主審             | 副審             |
| ---------------- | ---------------- | ---------------- | ---------------- | ---------------- | ---------------- | ---------------- | ---------------- | ---------------- | ---------------- | ---------------- |
| 2008             | 0                | 0                | 0                | 0                | -                | -                | 0                | 0                | 1                | 0                |
| 2009             | 0                | 0                | 2                | 0                | -                | -                | 0                | 0                | 2                | 0                |
| 2010             | 0                | 0                | 6                | 0                | -                | -                | 0                | 0                | 2                | 0                |
| 2011             | 0                | 0                | 8                | 0                | -                | -                | 0                | 0                | 3                | 0                |
| 2012             | 0                | 0                | 20               | 0                | -                | -                | 0                | 0                | 1                | 0                |
| 2013             | 0                | 0                | 18               | 0                | -                | -                | 0                | 0                | 1                | 0                |
| 2014             | 8                | 0                | 13               | 0                | 0                | 0                | 1                | 0                | 1                | 0                |
| 2015             | 6                | 0                | 12               | 0                | 0                | 0                | 1                | 0                | 1                | 0                |
| 2016             | 7                | 0                | 17               | 0                | 0                | 0                | 2                | 0                | 0                | 0                |
| 2017             | 12               | 0                | 8                | 0                | 0                | 0                | 1                | 0                | 0                | 0                |
| 2018             | 9                | 0                | 9                | 0                | 0                | 0                | 1                | 0                | 1                | 0                |
| 2019             | 11               | 0                | 11               | 0                | 0                | 0                | 2                | 0                | 3                | 0                |
| 2020             | 10               | 0                | 8                | 0                | 0                | 0                | 1                | 0                | 0                | 0                |
| 2021             | 22               | 0                | 5                | 0                | 0                | 0                | 4                | 0                | 1                | 0                |
| 2022             | 20               | 0                | 7                | 0                | 0                | 0                | 4                | 0                | 3                | 0                |
| 2023             | 21               | 0                | 4                | 0                | 0                | 0                | 4                | 0                | 2                | 0                |
| 2024             | 23               | 0                | 2                | 0                | 0                | 0                | 5                | 0                | 2                | 0                |
| 通算             | 149              | 0                | 150              | 0                | 0                | 0                | 26               | 0                | 24               | 0                |

- 日本フットボールリーグ(JFL)

| JFL個人成績 | JFL個人成績 | JFL個人成績 |
| 年度        | 主審        | 副審        |
| ----------- | ----------- | ----------- |
| 2005        | 0           | 1           |
| 2008        | 11          | 3           |
| 2009        | 10          | 1           |
| 2010        | 9           | 0           |
| 2011        | 8           | 0           |
| 通算        | 38          | 5           |

- その他の国内公式戦
  - 全国高等学校サッカー選手権 (2008〜2012、2014)
  - J1参入プレーオフ (2019)

## 決勝担当
| 開催年月日     | 大会                                               | 対戦カード       | 対戦カード       | 結果        | 会場                     | 担当     |
| -------------- | -------------------------------------------------- | ---------------- | ---------------- | ----------- | ------------------------ | -------- |
| 2010年8月7日   | 平成22年度全国高等学校総合体育大会サッカー競技大会 | 市立船橋         | 滝川第二         | 4-1         | 与那城総合公園陸上競技場 | 主審     |
| 2012年8月4日   | 平成24年度全国高等学校総合体育大会サッカー競技大会 | 武南             | 三浦学苑         | 1-2         | 松本平広域公園総合球技場 | 第4審    |
| 2017年2月18日  | FUJI XEROX SUPER CUP 2017                          | 鹿島アントラーズ | 浦和レッズ       | 3-2         | 日産スタジアム           | 第4審    |
| 2018年2月10日  | FUJI XEROX SUPER CUP 2018                          | 川崎フロンターレ | セレッソ大阪     | 2-3         | 埼玉スタジアム2002       | 第4審    |
| 2018年12月18日 | 2018 J1参入プレーオフ                              | ジュビロ磐田     | 東京ヴェルディ   | 2-0         | ヤマハスタジアム         | 追加副審 |
| 2020年2月8日   | FUJI XEROX SUPER CUP 2020                          | 横浜F・マリノス  | ヴィッセル神戸   | 3-3 (PK2-3) | 埼玉スタジアム2002       | 第4審    |
| 2021年12月19日 | 天皇杯 JFA 第101回全日本サッカー選手権大会         | 浦和レッズ       | 大分トリニータ   | 2-1         | 国立競技場               | 第4審    |
| 2023年12月2日  | J1昇格プレーオフ                                   | 東京ヴェルディ   | 清水エスパルス   | 1-1         | 国立競技場               | 主審     |
| 2023年12月9日  | 天皇杯 JFA 第103回全日本サッカー選手権大会         | 川崎フロンターレ | 柏レイソル       | 0-0 (PK8-7) | 国立競技場               | 第4審    |
| 2024年2月17日  | FUJIFILM SUPER CUP 2024                            | ヴィッセル神戸   | 川崎フロンターレ | 0-1         | 国立競技場               | 主審     |

### 注記
1. ↑  サッカーでは手や腕にボールが当たっても、手または腕が身体の近くにあり、不自然に身体を大きく見せていない場合は「通常はハンドと見なさない」としている[6]。